# Governador Mangabeira
Governador Mangabeira é um município brasileiro do interior do estado da  Bahia. Sua população estimada em 2022 era de 20.605 habitantes. Vizinho dos municípios de Muritiba, Cachoeira , São Felix e Maragogipe, Governador Mangabeira se situa a 6 km a sudoeste de Cachoeira, a menor cidade nos arredores.

## Histórico

### Cabeças
No contexto da produção de tabaco e desenvolvimento de tropeirismo, nasceu em 1881, através da lei provincial número 2149, o distrito de Paz nas Cabeças, pertencente ao município de Cachoeira, mas a partir de 1889, Cabeças passou a pertencer a São Félix, já que deste mesmo ano través de um decreto assinado pelo Governador do Estado da Bahia, Dr. Manuel Vitorino, foi criada a cidade de São Félix, a primeira vila constituída no Estado da Bahia no regime Republicano. Em 1919, com a transformação de Muritiba em cidade, Cabeças, se tornou distrito dessa cidade, e permaneceu nessa condição até 1962, quando alcançou sua emancipação politica.
A origem do nome de Cabeças está muito vinculado ao imaginário popular, possuindo versões diferentes nas reminiscências de seus habitantes.
Entre as versões, evidencia-se a primeira concepção, esta nasceu de um do memorialista natural da localidade de Outeiro Redondo – São Felix, erradicado em Cabeças, o senhor Antônio Pereira Mota Junior, além disso foi vereador e correspondente do jornal folha do Norte. Ele construiu uma narrativa acerca do fato, cuja reportagem chama-se: Chacina que deu nome a localidade, organizada em doze capítulos e publicada em sete números do jornal. Na matéria do periódico destaca-se a versão de Antônio Pereira no que teria contribuído para o surgimento da localidade: aquela era a época de chacinas por encomendas, e que certa vez, jaziam na via pública da vila corpos decapitados enfiados em pontas estacas, daí viria o nome Cabeças.
Outra abordagem para a origem do nome Cabeças que se destaca foi elaborada pela professora e memorialista Angelita Gesteira Fonseca, que assim como Antônio Mota, condicionou sua narrativa a elementos sanguinários.
O seu livro Primórdios e progressos da cidade de Governador Mangabeira relata que em ocasião, em determinado ponto da entrada dos portugueses, foram encontradas três cabeças humanas, enfiadas em estacas. Ao que indica as cabeças eram de portugueses, bandeirantes, ou até jesuítas, ali colocadas por índios. Ficou aquele lugar chamado de Cabeças.

### Emancipação Política
Seu nome é uma homenagem ao ex-governador do estado, Octávio Mangabeira—mas este não nasceu em Governador Mangabeira, ao contrário da crença geral, e sim na capital Salvador.
Em 1934, Octávio Mangabeira, voltou ao Brasil do seu 1º exílio em Portugal e, como candidato a Deputado Federal, formou uma comitiva que veio de navio até a Cidade de Cachoeira, e seguiu até as cidades vizinhas de São Félix e Muritiba, onde realizou contatos políticos. Chegando no final da tarde ao Distrito de Cabeças, foi recepcionado pela família Fonseca, tendo pernoitado na residência do Sr. José Fonseca, prédio este, que mais tarde viria a ser a sede da Prefeitura Municipal.
No ano de 1959, a coletoria de Cabeças, que funcionava em Muritiba, passou a funcionar no Distrito de Cabeças, sob a chefia de Agnaldo Viana Pereira, quando a receita do distrito foi aumentada vertiginosamente, o que possibilitou a emancipação do município. Para tal, foi fixada uma campanha de conscientização, para que os impostos recolhidos pela venda do fumo – o principal produto – não se realizasse em Cruz das Almas, para onde eram destinados e sim no distrito.
Enoque Fonseca, que viajava como comerciante, passando em Mangabeira, encontrou um grupo de pessoas na loja de Antônio Martins, falando da sua satisfação em saber da luta pela emancipação política, e que o nome de Octávio Mangabeira seria de grande utilidade para o nosso povo, tendo Antônio Martins combatido a sua ingerência. Agnaldo Viana Pereira argumentou que, mesmo não sendo filho deste distrito, tinha ciência que o maior prédio escolar aqui existente – Escolas Reunidas José Bonifácio – foi adquirido e construído pelo então Prefeito de Muritiba, César Leite, com verbas conseguidas junto ao então Governador Otávio Mangabeira. Argumento este suficiente para convencer a todos da homenagem.

Em 14 de março de 1962, foi criado o Município de Governador Mangabeira, através da Lei nº 1639 